# San Cristóbal Zapotitlán
San Cristóbal Zapotitlán es una localidad del estado mexicano de Jalisco. Es parte del municipio de Jocotepec.

## Toponimia
El nombre «San Cristóbal» hace referencia al santo patrono de la localidad: Cristóbal de Licia. El nombre «Zapotitlán» proviene de los términos en náhuatl: tzapotl, zapote; titlan, lugar rodeado. Su significado es «Lugar rodeado de zapotes».

## Demografía
| Gráfica de evolución demográfica |
|                                  |

| Censo | Población |
| ----- | --------- |
| 1900  | 1 211     |
| 1910  | 993       |
| 1921  | 1 077     |
| 1930  | 1 008     |
| 1940  | 980       |
| 1950  | 871       |
| 1960  | 1 108     |
| 1970  | 1 293     |
| 1980  | 1 260     |
| 1990  | 1 550     |
| 2000  | 1 918     |
| 2010  | 2 119     |
| 2020  | 2 607     |